# Kose (Pajusi)
Kose – wieś w Estonii, w prowincji Jõgeva, w gminie Pajusi.